# Manzini Południowe
Manzini Południowe – inkhundla w dystrykcie Manzini w Królestwie Eswatini.
Według spisu powszechnego ludności z 2007 roku, Manzini Południowe miało powierzchnię 20 km² (najmniejsze inkhundla w kraju) i zamieszkiwało je 15 417 mieszkańców. Dzieci i młodzież w wieku do 14 lat stanowiły ponad połowę populacji (8171 osób). W całym inkhundla znajdowało się wówczas 13 szkół podstawowych i 44 placówki medyczne.
W 2007 roku Manzini Południowe dzieliło się na cztery imiphakatsi: Lwandle, Mjingo, Moneni i Zakhele. W 2020 roku Manzini Południowe składało się z sześciu imiphakatsi: Mjingo, Moneni, Mhobodleni, Ngwane Park, Ticancweni i Zakhele. Przedstawicielem inkhundla w Izbie Zgromadzeń Eswatini był wówczas Thandi Nxumalo.